# تاكيهيكو إينوي
تاكيهيكو إينوي (باليابانية: 井上雄彦 اينوي تاكيهيكو) من مواليد 12 يناير 1967 في كوغاشيما،اليابان.
, مؤلف ورسام مانغا ياباني، محب لرياضة، تتمحور معظم أعماله عن كرة السلة وتستهدف فئة الذكور.
تأثر كثير من الأطفال اليابانيين باعمال تاكيهيكو اينوي وانتشرت لعبة كرة السلة بين أطفال اسيا.

## أعماله
قبل ان يبدأ أي عمل مستقل كان مساعدا لـتسوكاسا هوجو في مانغا قناص المدينة.
- في 1988 بدأ إينوي مانغا كايدي البنفسجي التي نُشرت في مجلة شونن جمب الأسبوعية.
- في 1989 رسم مانغا تانكوبون وسجن الحرباء.
- بدأت شهرة اينوي في ثاني مانغا له سلام دانك التي نُشرت في مجلة شونن جمب الأسبوعية من عام 1990 إلى 1996. بيعت منها 120 مليون نسخه في اليابان وحدها. في 1995 حازت على جائزة شوغاكُكان مانغا لمانغا الشونن. حصلت مانغا سلام دانك على انمي مكون من 101 حلقة واربعة أفلام.
- في 1997 بدأ مانغا صفارة المضرب بالتعاون مع ESPN. وقد حصلت على انمي في 2005 مكون من 13 حلقة وجزء ثاني في 2007 مكون من 13 حلقة أيضا.
- في 1998 بدأ اينوي في رسم مانغا متشرد المقتبسة من الرواية الشهيرة لإيجي تاشيكاوا عن الساموراي مياموتو موساشي (宮本武蔵, 1584–1645). حصلت على جائزة كودانشا مانغا في عام 2000 وجائزة أوسامو تيزوكا الثقافية في 2002. لاتزال المانغا تُنشر شهريا.
- في 2001 نشر اينوي مانغا حقيقي Real وهي ثالث مانغا له عن كرة السلة وهي تحديدا عن لعب كرة السلة في كرسي متحرك. حازت على جائزة التميز في اليابان عام 2001.لاتزال تُنشر.
- صمم تاكيهيكو اينوي لعبة الفيديو MistWalker's Lost Odyssey على اجهزة إكس بوكس 360.
- كاتب رياضي، وله أعمدة مقالات مثل هووب.